# 韋寿
韋 寿（い じゅ、549年 - 590年）は、北周から隋にかけての政治家。字は世齢。本貫は京兆郡杜陵県。

## 経歴
韋孝寛の子として生まれた。北周では貴公子として早くから令名があり、右侍上士となった。千牛備身に転じた。趙王宇文招が雍州牧となると、その下に召されて主簿となった。まもなく少御伯に転じた。武帝が北斉に親征すると、京兆尹に任ぜられ、留守を委された。父の韋孝寛の軍功により、永安県侯の爵位を受けた。580年、楊堅が北周の丞相となると、韋孝寛が尉遅迥の乱を平定した功績により、韋寿は儀同三司となり、滑国公に進んだ。まもなく父の喪のため職を去った。581年、隋が建国されると、恒州刺史・毛州刺史として出向し、治績を挙げた。590年、病のため召還され、家で死去した。享年は42。諡は定といった。
子の韋保巒が後を嗣いだ。
仁寿年間、文帝は韋寿の娘を迎えて晋王楊昭の妃とした。

## 伝記資料
- 『隋書』巻47 列伝第12
- 『北史』巻64 列伝第52